# Primera División (Argentinien) 1937
Die Primera División 1937 war die 7. Spielzeit der argentinischen Fußball-Liga Primera División. Begonnen hatte die Saison am 4. April 1937. Der letzte Spieltag war der 19. Dezember 1937. CA River Plate beendete die Saison als Meister konnte damit den Vorjahrestriumph wiederholen.

## Abschlusstabelle
| Pl. | Verein                    | Sp. | S  | U | N  | Tore    | Diff. | Punkte |
| --- | ------------------------- | --- | -- | - | -- | ------- | ----- | ------ |
| 1.  | CA River Plate (M)        | 34  | 27 | 4 | 3  | 106:430 | +63   | 58     |
| 2.  | CA Independiente          | 34  | 25 | 2 | 7  | 106:540 | +52   | 52     |
| 3.  | CA Boca Juniors           | 34  | 20 | 5 | 9  | 101:570 | +44   | 45     |
| 4.  | Racing Club               | 34  | 16 | 8 | 10 | 087:650 | +22   | 40     |
| 5.  | CA Vélez Sársfield        | 34  | 18 | 4 | 12 | 063:580 | +5    | 40     |
| 6.  | CA San Lorenzo de Almagro | 34  | 15 | 9 | 10 | 070:620 | +8    | 39     |
| 7.  | CA Huracán                | 34  | 17 | 4 | 13 | 082:620 | +20   | 38     |
| 8.  | Gimnasia y Esgrima LP     | 34  | 16 | 5 | 13 | 068:600 | +8    | 37     |
| 9.  | Ferro Carril Oeste        | 34  | 15 | 5 | 14 | 078:790 | −1    | 35     |
| 10. | Estudiantes de La Plata   | 34  | 13 | 8 | 13 | 063:640 | −1    | 34     |
| 11. | Club Atlético Atlanta     | 34  | 12 | 7 | 15 | 061:660 | −5    | 31     |
| 12. | CA Platense               | 34  | 12 | 7 | 15 | 061:670 | −6    | 31     |
| 13. | CA Lanús                  | 34  | 13 | 5 | 16 | 068:790 | −11   | 31     |
| 14. | Chacarita Juniors         | 34  | 10 | 9 | 15 | 063:760 | −13   | 29     |
| 15. | CA Talleres               | 34  | 10 | 6 | 18 | 060:880 | −28   | 26     |
| 16. | CA Tigre                  | 34  | 11 | 3 | 20 | 062:840 | −22   | 25     |
| 17. | Argentinos Juniors        | 34  | 4  | 3 | 27 | 044:111 | −67   | 11     |
| 18. | Quilmes AC                | 34  | 3  | 4 | 27 | 042:110 | −68   | 10     |

| (M) | Vorjahres-Meister |

## Meistermannschaft
| CA River Plate | CA River Plate |
| -------------- | --- |
|                | Renato Cesarini, Alberto Cuello, Federico Fatecchi, Bernabé Ferreyra, Esteban Malazzo, José María Minella, José Manuel Moreno Fernández, Adolfo Pedernera, Carlos Peucelle, Bruno Rodolfi, Sebastián Sirni, Carlos Santamaría, Luis Vassini, Aarón Wergifker, Norberto Yácono Trainer: Emérico Hirschl |

## Torschützenliste
| Pl. | Nat.          | Spieler             | Verein           | Tore |
| --- | ------------- | ------------------- | ---------------- | ---- |
| 1   | Paraguay 1842 | Arsenio Erico       | CA Independiente | 47   |
| 2   | Argentinien   | José Manuel Moreno  | CA River Plate   | 32   |
| 3   | Argentinien   | Herminio Masantonio | CA Huracán       | 28   |
| 4   | Argentinien   | Evaristo Barrera    | Racing Club      | 27   |
| 4   | Argentinien   | Bernabé Ferreyra    | CA River Plate   | 27   |